# Luigi Suñer
Luigi Suñer (L'Avana, 11 febbraio 1832 – Firenze, 29 dicembre 1909) è stato un commediografo italiano.

## Biografia
Di origini cubane, frequentò l'università a Siena, dove si laureò in Legge nel 1857, e partecipò come volontario alla Seconda guerra d'indipendenza italiana.
Fu autore di numerose opere, tra cui Gentiluomini speculatori (1859) e Una piaga sociale (1865).
Fu sepolto nel cimitero di Soffiano.

## Opere
- Gentiluomini speculatori, commedia in 5 atti (1859)
- Spinte o sponte ovvero Per amore o per forza, commedia in 3 atti (1860)
- Una stretta di mano o Un cartoccio di confetti, scena (1861)
- I legittimisti in Italia, commedia in 5 atti (1862)
- L’ozio, commedia in 5 atti (1863)
- Lontan dal core, proverbio in un atto (1864)
- Una piaga sociale, commedia in 5 atti  (1865)
- La gratitudine, commedia in 3 atti (1871)
- Chi ama teme, proverbio in un atto (1872)